# Annabella Incontrera
Annabella Incontrera, née le 11 juin 1943 à Milan dans la région de la Lombardie et morte le 19 septembre 2004 à Rome, est une actrice italienne, parfois créditée sous le nom de Pam Stevenson.

## Biographie
Annabella Incontrera est née à Milan le 11 juin 1943.
Après des études inachevées au Centro sperimentale di cinematografia de Rome, elle débute comme actrice pour le cinéma à l'âge de seize ans. Principalement active à l'aube des années 1970, sa carrière est majoritairement composée de rôles secondaires dans des films dits de Série B, principalement des comédies à l'italienne proche de la comédie érotique, des western spaghetti, des péplums et quelques films d'horreur et d'aventures.
L'actrice qui a souffert d'une forme sévère d'ostéoporose est morte à Rome, le 19 septembre 2004 à l'âge de 61 ans.

## Filmographie

### Au cinéma
- 1959 : L'inferno addosso de Gianni Vernuccio
- 1961 :  Maciste contre le fantôme (Maciste contro il vampiro) de Giacomo Gentilomo et Sergio Corbucci
- 1962 : Un dimanche d'été (Una domenica d'estate) de Giulio Petroni
- 1964 : L'uomo che bruciò il suo cadavere de Gianni Vernuccio
- 1966 : Belfagor le Magnifique (L'arcidiavolo) d'Ettore Scola
- 1966 : Mission suicide à Singapour (Goldsnake anonima killer's) de Ferdinando Baldi
- 1967 : Poker au colt (Un poker di pistole) de Giuseppe Vari
- 1967 : Au son du fusil (A suon di lupara) de Luigi Petrini
- 1967 : Matt Helm traqué (The Ambushers) d'Henry Levin
- 1968 : À tout casser (Quella carogna di Frank Mitraglia) de John Berry
- 1969 : Liz et Helen (A doppia faccia) de Riccardo Freda
- 1969 : Assassinats en tous genres (The Assassination Bureau) de Basil Dearden
- 1969 : Les Quatre Desperados (Los desperados) de Julio Buchs
- 1969 : Une fille nommée Amour de Sergio Gobbi
- 1969 : Gonflés à bloc (Monte Carlo or Bust!) de Ken Annakin
- 1970 : Amore Formula 2 de Mario Amendola
- 1970 : Le Commando des braves (Consigna : Matar al comandante en jefe) de José Luis Merino
- 1970 : No desearás al vecino del quinto de Tito Fernández
- 1970 : Le Défi des MacKenna (La sfida dei MacKenna) de León Klimovsky : Maggie
- 1971 : Le Retour de Sabata de Franz Kramer
- 1971 : Scandale à Rome de Carlo Lizzani
- 1971 : La Vie sexuelle de Don Juan (Le calde notti di Don Giovanni) d'Alfonso Brescia
- 1971 : Scandale à Rome de Carlo Lizzani
- 1971 : La Tarentule au ventre noir (La tarantola dal ventre nero) de Paolo Cavara
- 1971 : Les Pirates de l'île verte (I pirati dell'isola verde) de Ferdinando Baldi
- 1971 : Quand les femmes étaient femelles (Quando gli uomini armarono la clava e... con le donne fecero din don) de Bruno Corbucci
- 1971 : Le belve (épisode Processo a porte chiuse) de Giovanni Grimaldi
- 1972 : Les Rendez-vous de Satan (Perché quelle strane gocce di sangue sul corpo di Jennifer?) de Giuliano Carnimeo
- 1972 : Sette scialli di seta gialla de Sergio Pastore
- 1972 : La colonna infame de Nelo Risi
- 1972 : L'illazione de Lelio Luttazzi
- 1972 : La Peur au ventre (Rivelazioni di un maniaco sessuale al capo della squadra mobile) de Roberto Bianchi Montero
- 1973 : Il gatto di Brooklyn aspirante detective d'Oscar Brazzi
- 1974 : Le Voyage (Il viaggio) de Vittorio De Sica
- 1974 : Verginità de Marcello Andrei
- 1974 : Ciak si muore de Mario Moroni
- 1978 : Le braghe del padrone de Flavio Mogherini
- 1980 : Estigma de José Ramón Larraz

### À la télévision
- 1973 : All'ultimo minuto (épisode Scala reale)
- 1979 : La vedova e il piedipiatti (épisode Parola di lode)